# 코스타리카의 로마 가톨릭 교구 목록
코스타리카의 로마 가톨릭 교구는 1개 관구에 1개 관구장좌 대교구와 7개 일반 교구로 구성된다.

## 교구

### 산호세데코스타리카 관구(province of San José de Costa Rica)
- 산호세데코스타리카 관구장좌 대교구( Archdiocese of San José de Costa Rica)
- 알라후엘라 교구(Diocese of Alajuela)
- 까르타고 교구( Diocese of Cartago)
- 치우다드퀘사다 교구( Diocese of Ciudad Quesada)
- 리몬 교구( Diocese of Limón)
- 뿐따레나스 교구( Diocese of Puntarenas)
- 산이시도로데엘제네랄 교구( Diocese of San Isidro de El General)
- 틸라란 교구( Diocese of Tilarán)